# Lábdaco
Lábdaco (em grego: Λάβδακος, transl. Lábdakos) é um personagem da mitologia grega que teria sido rei de Tebas e fundador da dinastia dos Labdácidas. Era filho único do Rei Polidoro e de Nictéia, filha de Nicteu. Por parte de pai, era neto também de Cadmo, fundador da cidade.
Como Polidoro morreu quando Lábdaco ainda era criança, seu avô Nicteu tornou-se regente de Tebas, mas foi logo substituído por Lico (irmão de Nicteu)  (irmão de Nicteu e tio-avô do jovem príncipe), que ajudou a criá-lo. Quando cresceu, Lábdaco assumiu o trono tebano, casou-se e foi pai de Laio. Como rei, engajou-se numa guerra de fronteiras contra Pandião I, rei de Atenas, e saiu derrotado. Internamente, procurou manter o trabalho de seu pai e reprimir o culto das bacantes, que ganhavam extrema influência religiosa e política na cidade. Teria profanado um altar a Dionísio, o que provocou a fúria das bacantes, que mataram-no por esquartejamento. Com sua morte, Lico voltou a ser regente de Tebas, desta vez em nome de Laio.
Seus demais descendentes foram Édipo, Polínice, Antígona, Etéocles e Ismênia, imortalizados na Trilogia Tebana de Sófocles.